# Siljansnäs socken
Siljansnäs socken ligger i Dalarna, ingår sedan 1974 i Leksands kommun och motsvarar från 2016 Siljansnäs distrikt.
Socknens areal är 331,80 kvadratkilometer, varav 263,70 är land. År 2020 fanns här 1 858 invånare. Tätorten och kyrkbyn Siljansnäs med sockenkyrkan Siljansnäs kyrka ligger i socknen, liksom tätorten Alvik.  

## Administrativ historik
Den 18 maj 1866 fattades ett beslut att dåvarande Näsbygge fjärding skulle brytas ut ur Leksands socken. Detta beslut trädde i kraft den 1 maj 1875. Samtidigt bildades med ansvar för de kyrkliga frågorna Siljansnäs församling och för de borgerliga frågorna Siljansnäs landskommun. Landskommunen uppgick 1974 i Leksands kommun. Siljansnäs utbröts till egen jordebokssocken enligt beslut den 26 oktober 1888.
1 januari 2016 inrättades distriktet Siljansnäs, med samma omfattning som församlingen hade 1999/2000.
Socknen har tillhört fögderier, tingslag och domsagor enligt vad som beskrivs i artikeln Dalarna.

## Geografi

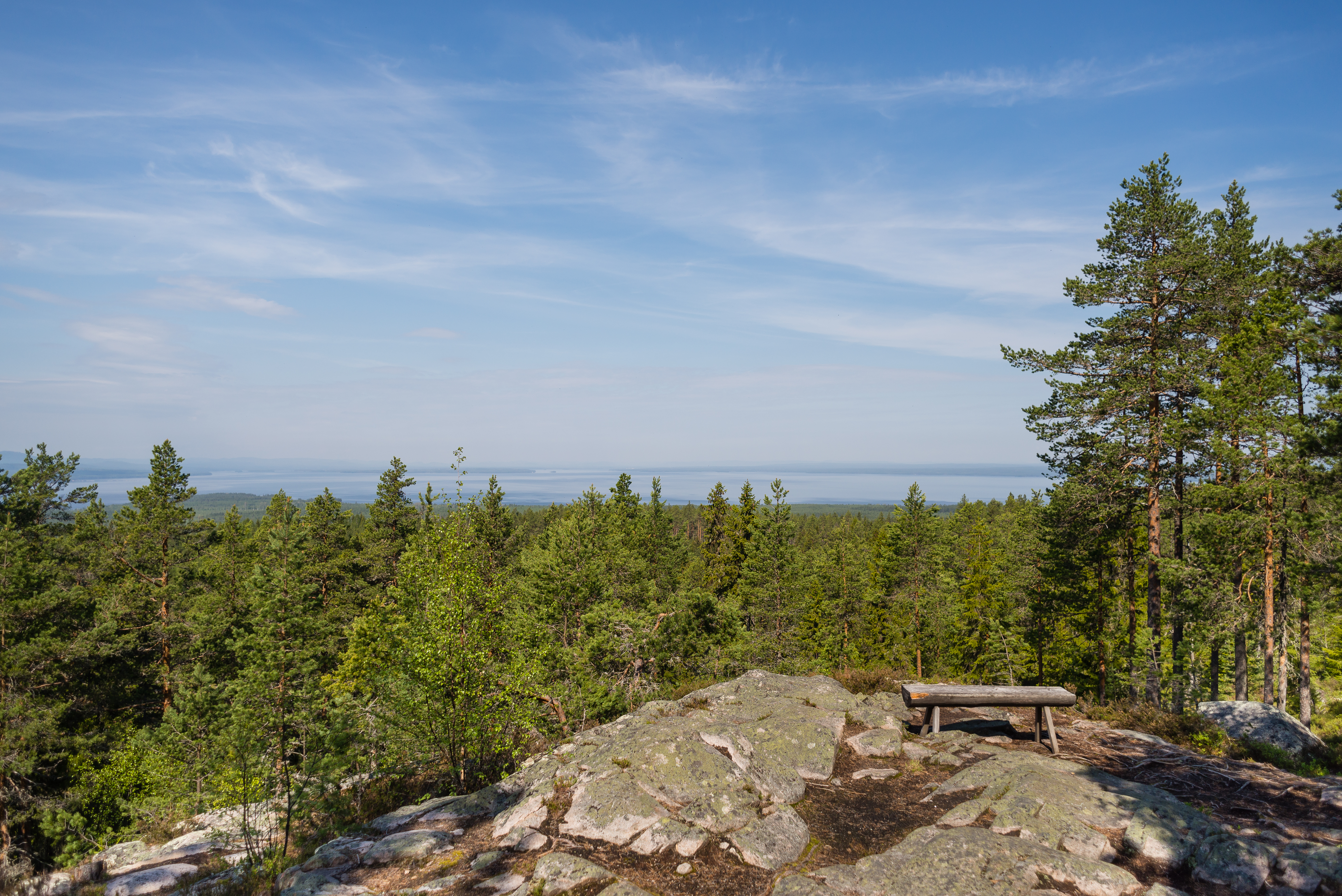
Utsikt över Siljan från Siljansnäs naturreservat.

Siljansnäs socken ligger väster om Leksand söder om Siljan kring Limån och Långån. Socknen har odlingsbygd vid Siljan och är däromkring en sjörik kuperad skogsbygd med fäbodar och med höjder som i Fjällberget når 525 meter över havet.
Vid Byrvikens norra strand ligger byarna Fornby, Gassarvet och Tasbäck.
Byarna Almo och Alvik ligger på Alvikens sydvästra strand. Bland övriga byar i socknen kan nämnas Hjulbäck vid Östervikens strand, Mon, Lundbjörken, Olsnäs samt Klockarberg. Limå, med gamla Limå bruk, ligger vid Limåns utlopp i Limåviken av Siljan.
Från Fornby går bron Fornbybanken över till Sundsnäs i Leksands socken. Sundet skiljer Byrviken i väster från Österviken och övriga Siljan i öster. I själva Byrviken ligger Lissön och Börran, två öar som bildades i samband med att den senaste istiden avslutades. Den västra stranden av Byrviken utgörs av Storön, som till stor del är ett naturreservat.
I Alviken har Almoån sitt utlopp och viken ansluter till Byrviken via ett smalt sund som följer Storöns norra strand. Vid detta sund ligger Siljansnäs tätorts sydligaste by Näsbyggebyn och Siljansnäs camping. 
I Siljansnäs socken finns sammanlagt 18 sjöar av varierande storlek:  Alviken, Amsen, Byrviken, Brasjön, Morkarl-Djupsjön, Djupsjön, Stora Kollsjön och Lilla Kollsjön, Stora Israelssjön, Stor-Flaten, Vådsjön, Lång, Skärsjön, Skäppsjön, Siksjön, Siljan, Yxen och Ösjön. Det finns dessutom ett 30-tal olika tjärnar.
År 1932 hade Siljansnäs socken 2 407 invånare på en yta av 395 km², varav 58 km² avser vattenområdet i Siljan. Samma år hade socknen 1555 hektar åker och 14650 hektar skogsmark.

## Fornlämningar
Boplatser från stenåldern och gravar från järnåldern är funna. Vidare finns inom socknen slagg från lågteknisk järnhantering.

## Namnet
Namnet skapades vid sockenbildningen 1875 från områdes tidigare namn Näsbygge fjärding, en av Leksands fyra fjärdingar. Förleden är Siljan och syftar på närheten till sjön. Efterleden näs syftar på kyrkbygdens placering på ett näs i Siljan och finns belagd 1440 som j Næsy (i dativ).

## Befolkningsutveckling
| Befolkningsutvecklingen i Siljansnäs socken 1880–2020 | Befolkningsutvecklingen i Siljansnäs socken 1880–2020 | Befolkningsutvecklingen i Siljansnäs socken 1880–2020 | Befolkningsutvecklingen i Siljansnäs socken 1880–2020 | Befolkningsutvecklingen i Siljansnäs socken 1880–2020 |
| --- | ----------------------------------------------------- | ----------------------------------------------------- | ----------------------------------------------------- | ----------------------------------------------------- |
| |                                                       |                                                       |                                                       |                                                       |
| År |                                                       |                                                       | Folkmängd                                             |                                                       |
| 1880 | 1880                                                  |                                                       | 2 548                                                 |                                                       |
| 1890 | 1890                                                  |                                                       | 2 638                                                 |                                                       |
| 1900 | 1900                                                  |                                                       | 2 703                                                 |                                                       |
| 1910 | 1910                                                  |                                                       | 2 796                                                 |                                                       |
| 1920 | 1920                                                  |                                                       | 2 795                                                 |                                                       |
| 1930 | 1930                                                  |                                                       | 2 470                                                 |                                                       |
| 1940 | 1940                                                  |                                                       | 2 277                                                 |                                                       |
| 1950 | 1950                                                  |                                                       | 2 074                                                 |                                                       |
| 1960 | 1960                                                  |                                                       | 1 870                                                 |                                                       |
| 1970 | 1970                                                  |                                                       | 1 614                                                 |                                                       |
| 1980 | 1980                                                  |                                                       | 1 838                                                 |                                                       |
| 1990 | 1990                                                  |                                                       | 1 924                                                 |                                                       |
| 2010 | 2010                                                  |                                                       | 1 852                                                 |                                                       |
| 2020 | 2020                                                  |                                                       | 1 858                                                 |                                                       |
| Anm: Källor: Demografiska databasen, CEDAR, Umeå universitet, Befolkning per församling, Folkmängden per distrikt, landskap, landsdel eller riket efter kön. År 2015 - 2022. |                                                       |                                                       |                                                       |                                                       |